# Lena Waithe

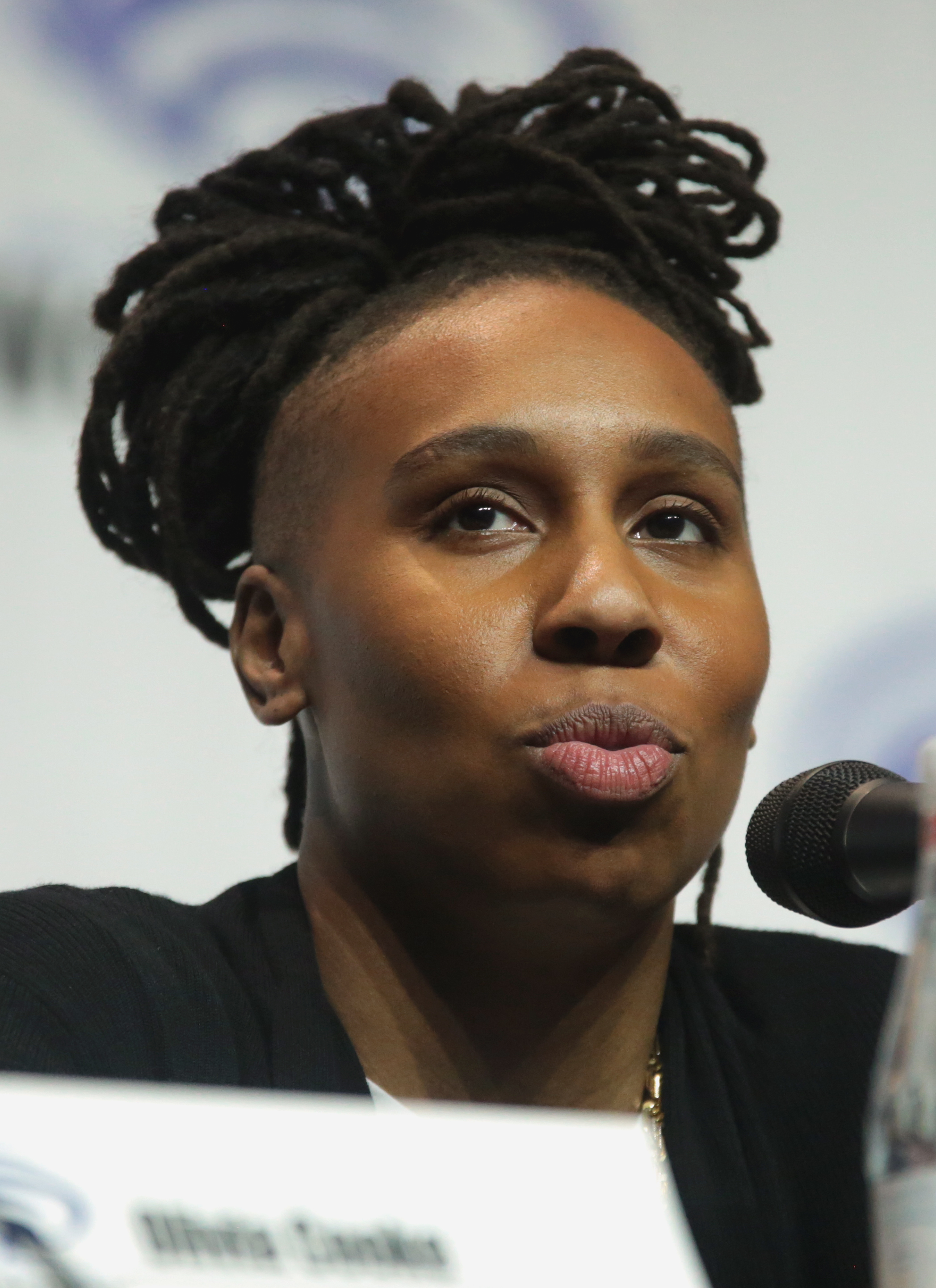
Lena Waithe (2018)

Lena D. Waithe (geboren am 17. Mai 1984 in Chicago, Vereinigte Staaten) ist eine amerikanische Drehbuchautorin, Schauspielerin und Filmproduzentin, die durch ihre Rolle in der Netflixserie Master of None Bekanntheit erlangte. Bei der Primetime-Emmy-Verleihung 2017 gewann Waithe, gemeinsam mit Aziz Ansari, einen Emmy für das beste Drehbuch einer Comedyepisode für die achte Folge der zweiten Staffel Master of None (Thanksgiving).

## Leben
Waithe wurde in Chicago geboren. Zu Beginn wollte sie keine Schauspielerin werden, sondern Drehbücher für Fernsehserien schreiben. Ihre alleinerziehende Mutter und Großmutter unterstützten Waithes Vorhaben. Sie besuchte die Evanston Township High School und schloss 2006 ihr Studium an dem Columbia College Chicago ab. Der Bühnenautor Michael Fry hatte dabei großen Einfluss darauf, dass Waithe ihr Schauspieltalent weiterverfolgte. Im November 2017 verlobte sie sich mit Alana Mayo während ihres Japan-Urlaubs.

## Karriere
Im Jahr 2011 veröffentlichte Waithe den Kurzfilm Save Me, den sie inszenierte und das Drehbuch schrieb und der bei verschiedenen Filmfestivals lief. Ihre professionelle Karriere als Drehbuchautorin begann sie bei der Nickelodeon-Sitcom How to Rock (2012). 2013 schrieb sie die Drehbücher für die Webserie Hello Cupid. Zwischen 2014 und 2015 schrieb Waithe für die Fox-Fernsehserie Bones – Die Knochenjägerin, und 2014 agierte sie als Produzentin für die satirische Filmkomödie Dear White People. Weiterhin schrieb sie für die YouTube-Serie Twenties und trat darin auf. 2014 gab der amerikanische Fernsehsender BET die Produktion einer Serie, basierend auf Twenties, in Auftrag.
Im Jahr 2014 führte Variety Waithe in einer Liste, mit den „10 Comedians, die man beobachten sollte“ (10 Comedians to Watch). Im August 2015 beauftragte das Kabelfernsehen-Network Showtime die Produktion einer Pilotepisode für eine neue Serie, die von Waithe geschrieben und vom Rapper und Schauspieler Common produziert werden sollte. Sie sollte die Coming-of-Age-Geschichte eines jungen afroamerikanischen Mannes aus der Vorstadt erzählen. Sowohl Waithe als auch Common sind in Chicagos South Side aufgewachsen.
Nach einem Treffen mit Aziz Ansari, Schöpfer und Hauptdarsteller der Serie Master of None, schrieb er die Rolle der Denise, die er zusammen mit Alan Yang als heterosexuelle weiße Frau und potentielle mögliche Liebesgeschichte für Ansaris Rolle konzipierte, um. „Aus irgendeinem Grund dachte die Besetzungschefin Allison Jones für die Rolle an mich, eine schwarze homosexuelle Frau.“ Ansari und Yang schrieben die Drehbücher um, damit der Charakter ähnlicher zu dem von Waithe ist: „Wir Schauspieler spielen überspitzte Versionen von uns selbst.“ „Ich weiß nicht ob wir schon mal eine schlitzohrig, Pluderhosen, coole Topshop-Sweatshirt und Snapback Cap tragende Lesbe im Fernsehen gesehen haben.“ „Ich weiß dass viele Frauen, die ich draußen in der Welt sehe, mir sehr ähnlich sind. Wir existieren. Für mich war die Sichtbarkeit davon sehr wichtig und aufregend.“
Im September 2017 gewann Waithe zusammen mit Aziz Ansari einen Emmy in der Kategorie für das „beste Drehbuch einer Comedyserie“ für die Episode Thanksgiving aus der zweiten Staffel Master of None. Sie ist damit die erste schwarze Frau überhaupt, die diese Auszeichnung erhalten hat. Die Episode basiert auf Waithes Coming-out-Erfahrung. Das amerikanische Out-Magazin zeichnete Waithe im November 2017 als Künstlerin des Jahres aus.
Sie arbeitet derzeit an einer autobiografischen Dramaserie für Showtime namens The Chi, die seit Januar 2018 ausgestrahlt wird.

## Filmografie
Als Drehbuchautorin
- 2011: Save Me (Kurzfilm)
- 2012: How to Rock (Fernsehserie, 2 Folgen)
- 2013: Hello Cupid (Webserie, 7 Folgen)
- 2014–2015: Bones – Die Knochenjägerin (Bones, Fernsehserie, Folge 10x11 Diesseits und jenseits und nicht immer real, 14 weitere als Staff Writer)
- 2017: Master of None (Fernsehserie, Folge 2x8 Thanksgiving)
- seit 2018: The Chi (Fernsehserie)
- 2019: Queen & Slim
- 2022: Beauty

Als Schauspielerin
- 2014: The Comeback (Fernsehserie, Folge 2x7 Varelie trägt ein Mikro)
- 2015–2017: Master of None (Fernsehserie, 10 Folgen)
- 2016: Transparent (Fernsehserie, Folge 3x1 Odyssee)
- 2018: Dear White People (Fernsehserie, 3 Folgen)
- 2018: Ready Player One
- 2020: Onward: Keine halben Sachen (Onward, Stimme)
- 2020: Westworld (Fernsehserie, 8 Folgen)
- 2020: Bad Hair
- 2020: The Chi (Fernsehserie, 2 Folgen)
- 2021: The L Word: Generation Q (Fernsehserie, Folge 2x1 Ladykiller)
- 2025: Grey’s Anatomy (Fernsehserie, 1 Folge)

Als Produzentin
- 2014: Dear White People
- 2019: Queen & Slim
- 2020: Mein 40-jähriges Ich (The 40-Year-Old Version)
- 2022: Beauty
- 2023: A Thousand and One

Als Regisseurin
- 2011: Save Me (Kurzfilm)

## Auszeichnungen
Emmy
- 2017: Auszeichnung in der Kategorie Bestes Drehbuch für eine Comedyserie für die Episode Thanksgiving von Master of None (mit Aziz Ansari)

Gold Derby Awards
- 2017: Nominierung in der Kategorie Beste Comedyepisode des Jahres für die Episode Thanksgiving von Master of None (mit Aziz Ansari und Melina Matsoukas)

Black Reel Award
- 2015: Nominierung in der Kategorie Bester Film für Dear White People (als Produzentin)
- 2017: Nominierung in der Kategorie Bestes Drehbuch für eine Comedyserie für die Episode Thanksgiving von Master of None (mit Aziz Ansari)

Independent Spirit Award
- 2015: Nominierung in der Kategorie Bester Debütfilm für Dear White People (als Produzentin)

Gotham Award
- 2014: Nominierung in der Kategorie Publikumspreis für Dear White People (als Produzentin)